# Inscutomonomma pellatum
Inscutomonomma pellatum es una especie de coleóptero de la familia Monommatidae.

## Distribución geográfica
Habita en Somalia.